# شغل (فیلم ۲۰۰۳)
«شغل» (انگلیسی: The Job (2003 film)) یک فیلم است که در سال ۲۰۰۳ منتشر شد. از بازیگران آن می‌توان به داریل هاناه، برد رنفرو، دامینیک سوین، اریک میبیس، و آلکس روکو اشاره کرد.